# Rosario de Villa
La estación Rosario de Villa es una estación del Metropolitano en Lima. Está ubicada en la intersección de la prolongación de Paseo de la República con la calle Madalengoitia en el distrito de Chorrillos. Su nombre se debe a la urbanización perteneciente a Chorrillos donde se ubica la estación. En sus alrededores se encuentra el centro comercial Plaza Lima Sur.

## Características
Tiene cuatro plataformas para el embarque y desembarque de pasajeros, la entrada se ubica en el extremo sur de la estación a nivel del cruce peatonal y accesible para personas con movilidad reducida. Cuenta con máquinas y una taquilla para la compra y recarga de tarjetas.

## Servicios
La estación es atendida por los siguientes servicios:
| Servicio troncal | Indicador | Lunes a Sábado | Domingo       |
| ---------------- | --------- | -------------- | ------------- |
| Regular          | Regular C | 05:00 - 23:00  | 05:00 - 22:00 |